# Boerenhol (Geraardsbergen)

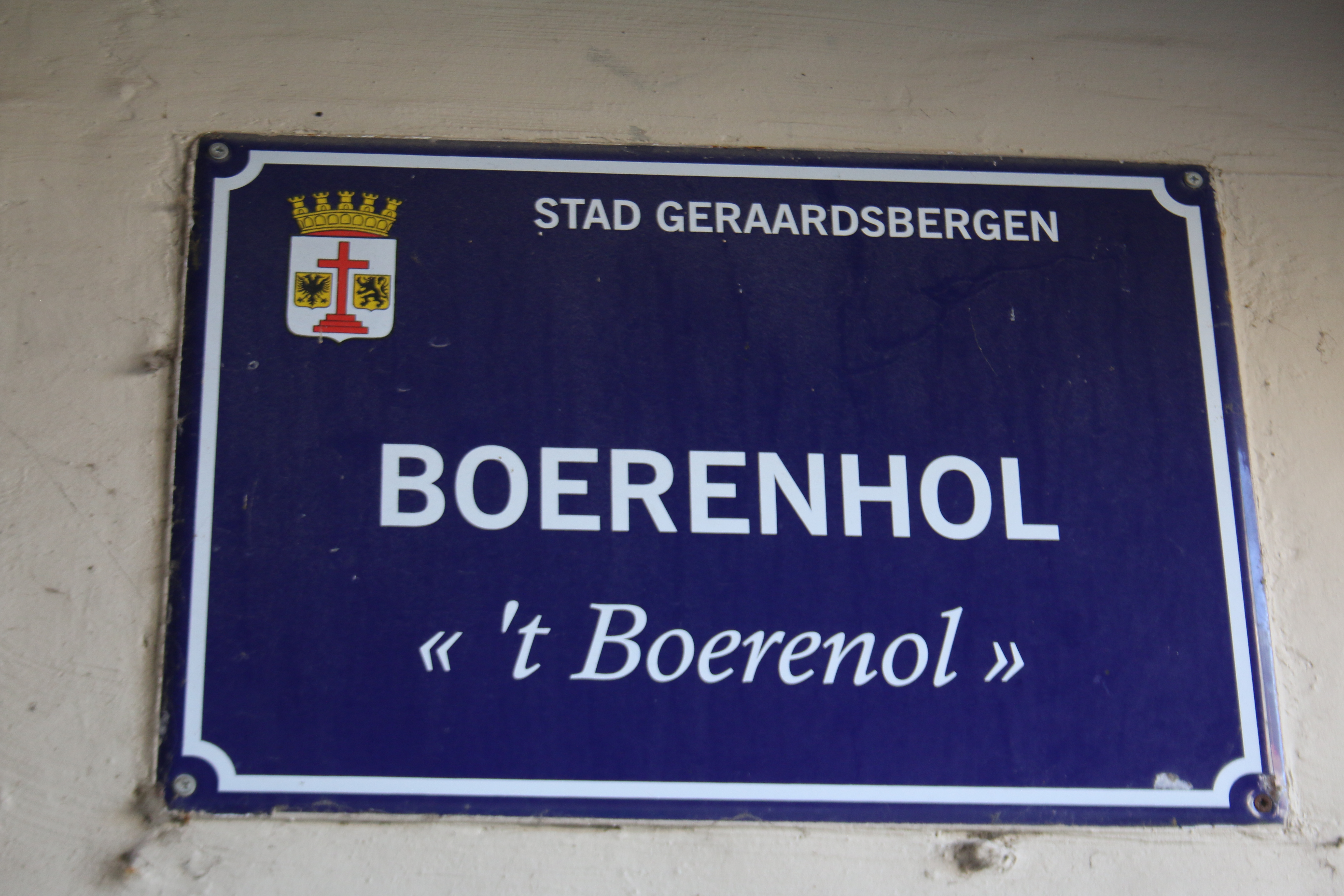

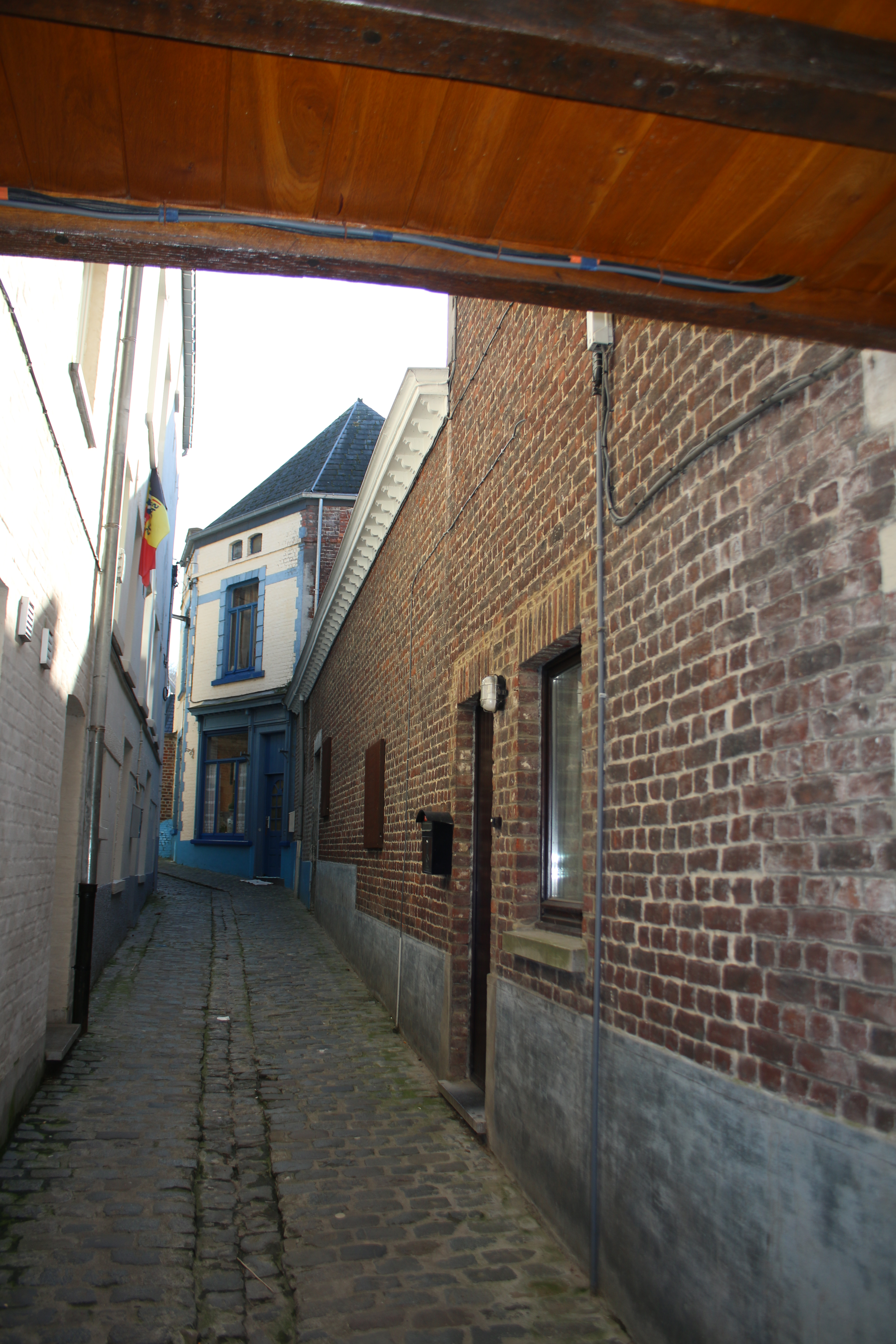

Boerenhol is een straatje in de Belgische stad Geraardsbergen tussen de Markt en de Vesten.
Vroeger werd het straatje den ganck ten Diercoste genoemd. Aan het Boerenhol ligt ook de oude verdedigingstoren Dierkost. Het Boerenhol is een beschermd stadsgezicht. Er worden regelmatig film- en tv-opnames gemaakt, onder andere voor RIP en Ay Ramon!.